# Łódzka Chorągiew Harcerzy ZHR
Łódzka Chorągiew Harcerzy ZHR – jednostka terytorialna Organizacji Harcerzy ZHR. Zrzesza hufce działające na terenie Łodzi i województwa łódzkiego.
Do chorągwi należą drużyny z Łodzi, Piotrkowa Trybunalskiego, Aleksandrowa Łódzkiego, Złoczewa, Rogowa, i Głowna.
Pełniącym obowiązki komendanta chorągwi jest phm. Mateusz Idzikowski HR. Zastępcami komendanta chorągwi są: phm. Krzysztof Jerczyński HR oraz phm. Jakub Tomczyk HR.

## Historia
Powołana w dniu 30 listopada 1990 rozkazem Naczelnika Harcerzy ZHR hm. Tomasza Maracewicza, w efekcie podziału Związku na dwie autonomiczne organizacje: Harcerek i Harcerzy. Tworzące ją jednostki działały dotąd w powołanym 1 listopada 1989 Łódzkim Hufcu Harcerek i Harcerzy, (pierwszy hufcowy pwd. Dariusz Nowiński), który już 5 października 1990 podzielono na dwa oddzielne, niekoedukacyjne hufce.
Po zjednoczeniu ZHR ze ZHP-1918 (3 października 1992) chorągiew powiększyła się o Łódzki Hufiec Harcerzy „Polesie”, którego ówczesnym hufcowym był phm. Adam Komorowski. W roku 2000 kiedy komendantem był phm. Radosław Podogrocki Chorągiew zorganizowała I Turniej Drużyn Puszczańskich ZHR. W 2004 roku w Łodzi po raz wtóry odbył się Złaz Organizacji Harcerzy ZHR, którego komendantem był phm. Bartosz Topczewski H.O. Podczas kadencji hm. Adama Kralisza w Łodzi w 2008 roku zorganizowano po raz drugi turniej dla najlepszych drużyn Organizacji Harcerzy ZHR, który po raz trzeci z rzędu wygrała 17 Łódzka Drużyna Harcerzy im. Jerzego Szletyńskiego. W 2009 roku reaktywowano także wydawanie miesięcznika „Wywiadowca”. W 2013 roku ponownie miał miejsce w Łodzi Złaz Organizacji Harcerzy ZHR.

## Komendanci Łódzkiej Chorągwi Harcerzy ZHR
Komendant Chorągwi Łódzkiej ZHR
- hm. Stefan Przybylski (30 listopada 1990 – 15 maja 1991)

Komendanci Łódzkiej Chorągwi Harcerzy
- hm. Marek Ważbiński (15 maja 1991 – 15 listopada 1992)
- hm. Adam Komorowski (15 listopada 1992 – 22 kwietnia 1995)
- phm. Piotr Wyszyński (22 kwietnia 1995 – 28 kwietnia 1997)
- phm. Dariusz Szkiłondź (28 kwietnia 1997 – 28 listopada 1999)
- phm. Radosław Podogrocki (28 listopada 1999 – 13 listopada 2003)
- phm. Bartosz Topczewski (13 listopada 2003 – 13 maja 2006)
- phm. Bartłomiej Paprocki (13 maja 2006 – 31 marca 2008)
- hm. Adam Kralisz (31 marca 2008 – 13 marca 2010)
- hm. Michał Stasiak (13 marca 2010 – 31 marca 2012)
- hm. Adam Drabik (31 marca 2012 - 10 marca 2014)
- hm. Piotr Czaiński (10 marca 2014 - 16 kwietnia 2016)
- hm. Adam Komorowski (16 kwietnia 2016 - 24 marca 2018)
- phm. Dariusz Szkiłondź (24 marca 2018 - 27 grudnia 2018)
- phm. Mateusz Idzikowski (27 grudnia 2018 - 03 września 2022)
- phm. Maciej Rewers (od 3 września 2022)

## Podległehufce
- Łódzki Hufiec Harcerzy „Polesie” – hufcowy: phm. Jakub Wroniak HR
- Łódzki Hufiec Harcerzy „Szaniec” – hufcowy: hm. Krzysztof Jerczyński HR
- Łódzki Hufiec Harcerzy „Północ” – hufcowy: phm. Mateusz Jóźwik HR

## Agendy chorągwi
- Komisja Instruktorska – przewodniczący: hm. Adam Drabik HR
- Kapituła Stopnia Harcerza Rzeczypospolitej – przewodniczący: hm. Włodzimierz Dębiński HR
- Szkoła instruktorów "KOMINY": hm. Dariusz Szkiłońdź HR
  - Kurs Przewodnikowski „Kominy”
  - Kurs Podharcmistrzowski „Szkoła na Buczu”
- Referat Zuchów – szef referatu: phm. Krzysztof Jerczyński HR
- Referat Harcerzy - szef referatu: phm. Jakub Zakościelny HR
- Referat Wędrowników - szef referatu: hm. Antoni Salski HR
- Sekretariat chorągwi - sekretarz: pwd. Mikołaj Seliga HO

## Kształcenie w chorągwi
- 06.2000 Rygol nad Czarną Hańczą; Kurs Przewodnikowski „Mapa” – komendant phm. Radosław Podogorocki H.O.
- 2001 Kurs Przewodnikowski „Mapa” – komendant phm. Dariusz Szkiłondź H.R.
- 12-26.08.2002 Łąkorz; Kurs Metodyczny Drużynowych Harcerzy „Skolem” – komendant pwd. Bartosz Topczewski H.O.
- 11-27.08.2003 Lubrza; Kurs Metodyczny Drużynowych Harcerzy „Skolem” – komendant phm. Wojciech Papieski H.O.
- 2004 Kurs Metodyczny Drużynowych Harcerzy „Skolem” – komendant phm. Piotr Papieski H.O.
- 2004 Kurs Przewodnikowski „Zbroja” – komendant phm. Wojciech Papieski H.O.
- 2005 Kurs Metodyczny Drużynowych Harcerzy „Skolem” – komendant phm. Adam Kralisz H.O.
- 2006 Kurs Metodyczny Drużynowych Harcerzy „Skolem” – komendant pwd. Kamil Cieślak H.O.
- 2007 Peplin; Kurs Metodyczny Drużynowych Harcerzy „Skolem” – komendant pwd. Sebastian Grochala H.O.
- 2008 Kurs Metodyczny Drużynowych Harcerzy „Skolem” – komendant pwd. Jacek Kędzierski H.O.
- 2008 Kamienica; Królewska Kurs Przewodnikowski „Wigry” – komendant phm. Piotr Czaiński H.R.
- 2008 Trębki; Kurs Kadr Kształcących „K jak kształcenie” – komendant phm. Piotr Czaiński H.R.
- 2009 Gostynin; Kurs Metodyczny Drużynowych Harcerzy „Skolem” – komendant hm. Michał Stasiak H.R.
- 2010 Łódź-Przyłęk-Kraków-Turbacz-Łódź; Kurs Przewodnikowski „Wigry” – komendant hm. Michał Stasiak H.R.
- 2010 Skępe; Kurs Metodyczny Drużynowych Harcerzy „Skolem” – komendant pwd. Filip Zdziennicki H.O.
- 2011 Kurs Podharcmistrzowski „Szkoła na Buczu” – komendant hm. Adam Kralisz H.R.
- 2011 Wąsosz; Kurs Metodyczny Drużynowych Harcerzy „Skolem” – komendant pwd. Konrad Pawlak H.O.
- 3-12.02.2012 Łódź-Wadowice-Bucze-Łódź; Kurs Przewodnikowski „Wigry” – komendant hm. Sebastian Grochala H.R.
- 16-29.08.2012 Rybno k/Warlubia; Kurs Metodyczny Drużynowych Harcerzy „Skolem” – komendant phm. Bartłomiej Kordasz H.R.
- 2013 Radziochy; Kurs Metodyczny Drużynowych Harcerzy „Skolem” – komendant pwd. Marcin Buła H.O.
- 2013 Kurs Podharcmistrzowski "Bucze" - komendant phm. Piotr Czaiński HR
- 2014 Kurs Przewodnikowski "Wigry" - komendant phm. Bartłomiej Kordasz H.R.
- 2014 Kurs Metodyczny Drużynowych Harcerzy „Skolem” - komendant pwd. Jakub Tomczyk H.O.
- 2016 Łódź - Wrocław - Kotlina Kłodzka - Łódź; Kurs Przewodnikowski "Wigry" - komendant phm. Mateusz Idzikowski H.R.
- 2016 Kurs Metodyczny Drużynowych Harcerzy „Skolem” - komendant pwd. Mateusz Paradowski H.O.
- 2017 Kurs Przewodnikowski "Wigry" - komendant hm. Radosław Podogrocki H.R.
- 2017 Kurs Przewodnikowski "Kominy" - komendant phm. Dariusz Szkiłońdź H.R.
- 2017 Kurs Przewodnikowski "Kominy Z" - komendant phm. Krzysztof Jerczyński H.R.
- 2017 Kurs Podharcmistrzowski "Jawor" - komendant ks. hm. Andrzej Jaworski H.R.
- 2018 Kurs Przewodnikowski "Kominy" - komendant phm. Dariusz Szkiłońdź H.R.
- 2018 Kurs Przewodnikowski "Kominy Z" - komendant phm. Krzysztof Jerczyński H.R.

## Turniej Drużyn Leśnych
Turniej Drużyn Leśnych organizowany jest przez Chorągiew. Jego celem jest wyłonienie zgodnie z obowiązującymi zasadami kategoryzacji najlepszej drużyny spośród drużyn, którym Komendant Chorągwi nadał miano „Drużyny Leśnej”. Zwycięska drużyna otrzymuje miano „Drużyny Orlej”.
- 19.11.2006, Rogów – komendant pwd. Marek Szamocki H.O.
  - zwycięzca: 28 Łódzka Drużyna Harcerzy im. Antoniego Olbromskiego – drużynowy pwd. Kamil Cieślak H.O.
- 21.11.2008, Łódź – komendant pwd. Sebastian Grochala H.O.
  - zwycięzca: 9 Łódzka Drużyna Harcerzy „Leśni” im. mjr. Jana Piwnika „Ponurego” – drużynowy pwd. Bartłomiej Kordasz H.O.
- 9-11.10.2009 – komendant pwd. Kamil Cieślak H.O.
  - zwycięzca: 9 Łódzka Drużyna Harcerzy „Leśni” im. mjr. Jana Piwnika „Ponurego” – drużynowy pwd. Bartłomiej Kordasz H.O.
- 11.2010, Łódź – komendant pwd. Bartłomiej Kordasz H.O.
  - zwycięzca: 28 Łódzka Drużyna Harcerzy im. Antoniego Olbromskiego – drużynowy pwd. Filip Zdziennicki H.O.
- 22-23.10.2011, Wiśniowa Góra – komendant hm. Adam Drabik H.R.
  - zwycięzca: 40 Łódzka Drużyna Harcerzy „Strażnicy” – drużynowy pwd. Marek Polewczyk H.O.
- 13-14.10.2012, Będzelin k/ Koluszek – komendant pwd. Jacek Kędzierski H.O.
  - zwycięzca: 40 Łódzka Drużyna Harcerzy „Strażnicy” – p.o. drużynowego H.O. Paweł Marciniak

- 11-13.10.2013, Chociszew - komendant pwd. Konrad Pawlak HO
  - zwycięzca: 40 Łódzka Drużyna Harcerzy „Strażnicy” – drużynowy pwd. Paweł Marciniak HO
- 10-12.10.2014, Łódź - komendant phm. Paweł Joachimiak HR
  - zwycięzca: 42 Łódzka Drużyna Harcerzy  – drużynowy pwd. Mateusz Paradowski HO
- 02-04.10.2015, Różyca - komendant pwd. Filip Zdziennicki HO
  - zwycięzca: 42 Łódzka Drużyna Harcerzy  – drużynowy pwd. Mateusz Paradowski HO
- 23-25.09.2016, Głowno - komendant  phm. Piotr Wyszyński HR
  - zwycięzca: XV Łódzka Drużyna Harcerzy "Zielony Płomień" im. Andrzeja Małkowskiego - drużynowy pwd. Jan Grelewski H.O.
- 13-15.10.2017; Sulejów - komendant phm. Piotr Wyszyński HR
  - zwycięzca: 28 Łódzka Drużyna Harcerzy im. Antoniego Olbromskiego - drużynowy pwd. Jakub Komorowski HO
- 14-16.09.2018; Lutomiersk - komendant phm. Piotr Wyszyński HR
  - zwycięzca: 84 Łódzka Drużyna Harcerzy "Cichociemni" im. Spadochroniarzy Armii Krajowej - drużynowy pwd. Antoni Salski HR

## Zloty Chorągwi
- 10-18.08.1991: Zlot 80-lecia Harcerstwa Polskiego w Olsztynie k/Częstochowy – komendant gniazda phm. Adam Komorowski
- 3-9.08.1999: Jubileuszowy Zlot X lecia Związku Harcerstwa Rzeczypospolitej w Lednicy – komendant gniazda hm. Włodzimierz Dębiński
- 22-26.08.2001: Jubileuszowy Zlot Łódzkiej Chorągwi Harcerzy z okazji 90 lecia Harcerstwa w Szlachtowej k/Szczawnicy – komendant phm. Radosław Podogorcki H.O.
- 28.07.-2.08.2004: III Narodowy Zlot Harcerzy w Warszawie – komendant gniazda phm. Wojciech Papieski H.O.
- 31.08.-2.09.2007: Jubileuszowy Zlot Łódzkiej Chorągwi Harcerzy w Piotrkowie Trybunalskim z okazji 20. rocznicy pielgrzymki Ojca Świętego Jana Pawła II do Łodzi – komendant phm. Adam Kralisz H.R.
- 3-9.08.2009: Zlot XX-lecia Związku Harcerstwa Rzeczypospolitej w Koronowie – komendant gniazda phm. Piotr Papieski H.O.
- 13-15.05.2011: Jubileuszowy Zlot Okręgu Łódzkiego ZHR z okazji XX lecia Okręgu i 100 lecia Harcerstwa w Wiśniowej Górze – komendant gniazda phm. Adam Drabik H.R.
- 25-28.08.2011: Jubileuszowy Zlot Stulecia Harcerstwa w Krakowie-Łagiewnikach – komendant przygotowań pwd. Jacek Kędzierski H.O.
- 04-07.06.2015: Zlot Chorągwi "Manewry Hufców" w Lutomiersku - komendant hm. Piotr Czaiński H.R.